# Мальдонадо, Орландо
Орла́ндо Мальдона́до (исп. Orlando Maldonado; 21 мая 1959, Баямон) — пуэрто-риканский боксёр минимальной весовой категории, выступал за сборную Пуэрто-Рико в середине 1970-х годов. Бронзовый призёр летних Олимпийских игр в Монреале, победитель многих международных турниров и национальных первенств. В период 1977—1984 боксировал на профессиональном уровне, был претендентом на титул чемпиона мира во второй наилегчайшей весовой категории по версии ВБС.

## Биография
Орландо Мальдонадо родился 21 мая 1959 года в городе Баямон. В возрасте семнадцати лет благодаря череде удачных выступлений удостоился права защищать честь страны на летних Олимпийских играх 1976 года в Монреале — сумел дойти здесь до стадии полуфиналов, проиграв со счётом 0:5 кубинцу Хорхе Эрнандесу. Полученная бронзовая медаль стала второй олимпийской медалью за всю историю Пуэрто-Рико (первую в 1948 году выиграл Хуан Эвангелиста Венегас, тоже боксёр). В 1977 году Мальдонадо перешёл из минимального веса в наилегчайший и одержал победу в национальном американском турнире «Золотые перчатки», прошедшем в Майами. Вскоре после этих соревнований решил попробовать себя среди профессионалов и покинул сборную.
Профессиональный дебют Мальдонадо состоялся уже в мае 1977 года, он нокаутировал своего оппонента во втором раунде. В течение трёх последующих лет провёл множество удачных боёв, в наилегчайшем весе завоевал и защитил титул чемпиона Пуэрто-Рико, стал чемпионом Центральной Америки. Первое поражение в профессиональной карьере потерпел в октябре 1980 года, когда в бою с мексиканцем Мигелем Канто получил дисквалификацию за преднамеренный удар головой и нанесённое сопернику рассечение над правым глазом). В следующим матче Мальдонадо вновь проиграл, в пятом раунде был нокаутирован колумбийцем Пруденсио Кардоной, будущим чемпионом мира.
Несмотря на ряд проигрышей, Орландо Мальдонадо продолжил выходить на ринг, победил нескольких крепких боксёров и вновь занял высокие места в мировых рейтингах. В октябре 1983 года он получил возможность побороться за титул чемпиона мира во второй наилегчайшей весовой категории по версии Всемирного боксёрского совета (ВБС), однако действующий чемпион из Венесуэлы Рафаэль Ороно оказался слишком сильным противником — поражение в пятом раунде техническим нокаутом. В мае 1984 года Мальдонадо встретился с чемпионом Европы итальянцем Валерио Нати, в очередной раз проиграл, после чего принял решение завершить карьеру спортсмена. Всего в профессиональном боксе провёл 34 боя, из них 27 окончил победой (в том числе 14 раз досрочно), 5 раз проиграл, дважды его поединки закончились ничьей.